# Weifang
Weifang (chinês tradicional: 濰坊, chinês simplificado: 潍坊, pinyin: Wéifāng) é uma prefeitura com nível de cidade na província de Xantum, na China. Tendo como fronteira Dongying para o noroeste, Zibo, a oeste, a sudoeste Linyi, Rizhao para o sul, Qingdao, a leste e a Baía Laizhou ao norte.

## História
Weifang é uma cidade histórica com figuras bem conhecidas. O Imperador Shun, líder chinês, o político Yan Ying do Período das Primaveras e Outonos, o estudioso confucionista  Zheng Xuan da dinastia Han Oriental eram todos de Weifang. Kong Rong, Fan Zhongyan, Ouyang Xiu, Su Dongpo, Zheng Banqiao entre outros tem os seus trabalhos ligados à história de Weifang. Atualmente, escritores e artistas revolucionários como Wang Jinmei, Shaomin Chen, Yuanjian Wang, Wang Tongzhao, Kejia Zang são bem conhecidos na China.
Weifang também tem inúmeras relíquias históricas e outros pontos turísticos, como Shihu Jardim (do final da Dinastia Ming e início da Dinastia Qing), o Pavilhão Fangong (da Dinastia Sung), sítios de fósseis (incluindo fósseis de dinossauros, em Shanwang, Linqu), o Parque Nacional Monte Yi, o Monte Qingyun. Xilogravuras do Ano Novo de Yangjiabu também são bem conhecidas.

## Administração
A prefeitura com nível de cidade de Weifang administra 12 condados de nível divisões, incluindo 4 distritos, 6 condados de nível e 2 condados.
|                      | Chinês | Área (km²) | População |
| -------------------- | ------ | ---------- | --------- |
| Distritos            |        |            |           |
| Distrito de Weicheng |        |            |           |
| Distrito de Kuiwen   |        |            |           |
| Distrito de Fangzi   |        |            |           |
| Distrito de Hanting  |        |            |           |
| Distrito de Shibei   |        |            |           |
| Distrito de Shinan   |        |            |           |
| Distrito de Sifang   |        |            |           |
| Cidades              |        |            |           |
| Cidade de Qingzhou   |        |            |           |
| Cidade de Zhucheng   |        |            |           |
| Cidade de Shouguang  |        |            |           |
| Cidade de Anqiu      |        |            |           |
| Cidade de Gaomi      |        |            |           |

## Geografia
A oeste as cidades próximas são Jinan e Zibo para o oeste, Yantai a nordeste e Qingdao a sudeste.
Weifang sofre uma grande influência das monções, variando as estações climáticas entre o Clima continental húmido e o Clima subtropical úmido ( Köppen Dwa / Cwa, respectivamente), com verões quentes e úmidos e invernos frios e secos. A média mensal diária de temperaturas variam de -2,9 ° C (26,8 ° F) em janeiro a 26,2 ° C (79,2 ° F) em julho e a média anual é de 12,5 ° C (54,5 ° F). Mais de 70% da precipitação anual ocorre de junho a setembro e o sol é geralmente abundante durante todo o ano.

## Economia

### Área de Desenvolvimento Tecnológico e Econômico Weifang Binhai
A Área de Desenvolvimento Tecnológico e Econômico Weifang Binhai foi fundada em agosto de 1995 com a aprovação do Governo da Província de Xantum é uma área voltada para as pesquisas tecnológicas. Cobrindo uma área de 677 quilômetros quadrados, com uma população de cerca de 100.000 pessoas, está instalado em um terreno industrial estatal, com uma área útil de cerca de 400 quilômetros quadrados. O espaço pode ser adequado de forma a atender a demanda de construção dos mais variados tipos de projeto e proporcionar espaço amplo para a instalação das empresas na área. O espaço foi nomeado como uma Zona de Demonstração Nacional, Base Nacional de Dados de Inovação para melhoria comércio através da ciência e tecnologia e Parque Nacional Eco-industrial de Demonstração).  A cidade é a sede da Weichai uma empresa de motores a diesel. A aldeia de Yangjiabu no Distrito Hanting é famosa pela pintura artesanal em blocos de madeira (nianhua) e a produção de pipas.     Em 1980, uma grande mina de safira, foi descoberto em Changle (昌乐 县). Segundo informações divulgadas, estima-se que a reserva pode chegar a bilhões de quilates de safira sob o território da mina de 450 km ², tornando-se uma das quatro maiores minas de safira do mundo.

## Forças Armadas
Weifang é a base da 26ª Companhia de Exército do Exército de Libertação Popular, um dos três grupos armados que compõem a Região Militar de Jinan responsável pela defesa da planície do Rio Amarelo.

## Cultura

### Pipas

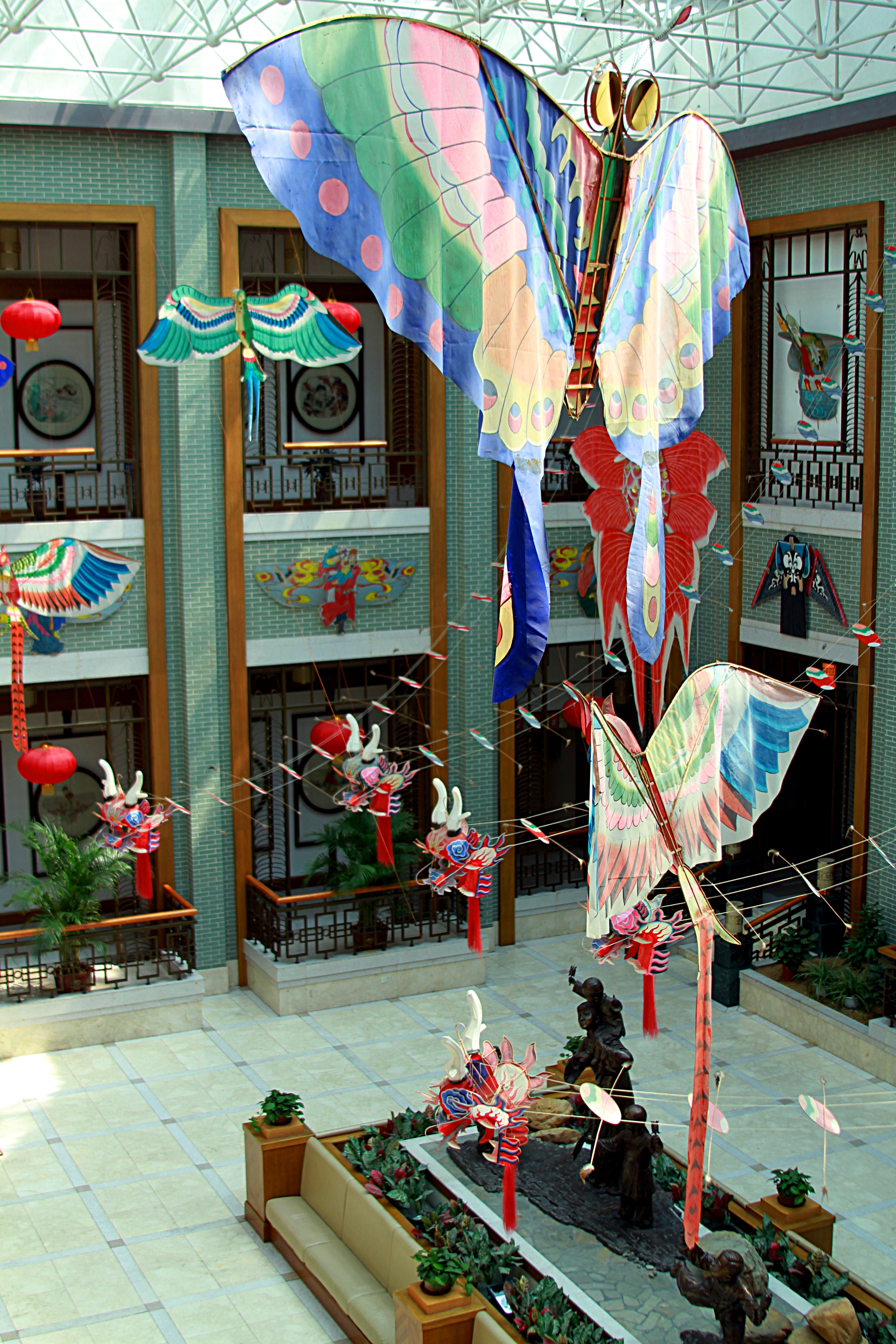
Museu da Pipa em Weifang

A prática de soltar pipas é um costume tradicional entre as pessoas na primavera de Weifang. Em 1984, o Primeiro Festival Internacional de Pipas foi realizado em Weifang. Mais de 10 mil aficcionados por pipas participaram da cerimônia de abertura, com pessoas de 11 regiões e países diferentes, incluindo os Estados Unidos e o Canadá, participaram do festival. Desde então é realizado todos os anos, no mês de abril em Weifang o Festival Internacional de Pipas.

### Pintura
O Anuário de Yangjiabu (杨 家埠 木版 年画), é uma das três mais famosas pinturas populares da história da China, datada do final da Dinastia Ming. Ele atingiu o auge de seu desenvolvimento durante a Dinastia Qing. As pessoas costumam substituir os velhos anuários com os novos na véspera do Festival da Primavera, que é a festa mais importante na China, a fim de dar bênçãos para a família e amigos para o ano seguinte. Os motivos do Anuário de Yangjiabu são variados, incluindo desde flores, paisagens, personagens de mitos e lendas.

### Recorte de Papel
A arte de cortar desenhos em papel remonta a história da cidade de Gaomi. Este tipo de artesanato tem estilo único e os personagens vêm na maior parte das histórias dramáticas, flores e pássaros.

### Culinária
Ji-Ya Hele ("鸡鸭 和 乐") Weifang Ji-Ya Hele é um prato típico da região, feito com macarrão e cozido com caldo de galinha e pato. Em 1997, Ji-Ya Hele foi homenageado com o título de "Famoso Lanche Chinês" pela Associação de Culinária Chinesa .

## Pessoas Notáveis
- Zheng Xuan (127 – 200) - estudioso confucionista

- Liu Yong (1719–1805) - renomado burocrata da Dinastia Qing